# Бабич, Евдокия Фёдоровна
Евдокия Фёдоровна Бабич (16 августа 1913 — 12 декабря 1992) — передовик советского сельского хозяйства, рабочая Косихинского свеклосовхоза Косихинского района Алтайского края, Герой Социалистического Труда (1957).

## Биография
Родилась в 1913 году в селе Пилипче, ныне Барышевского района Киевской области в крестьянской украинской семье. Рано умерла мать. Окончила обучение в трёх классах школы. Помогала в хозяйстве отцу, который умер в 1930 году.
С 1933 года работала в колхозе "Хмелевик", расположенном в соседнем селе Ново-Александровка. Здесь трудилась на разных работах, была и полевой, и работала поваром, уборщицей. В 1937 году перешла работать дояркой, очень быстро стала показывать высокие результаты в труде. В 1940 году приняла участие в выставке достижений народного хозяйства.
В начале Великой Отечественной войны было принято решение сохранит породистый скот, перегнав его вглубь страны. Так Евдокия Фёдоровна участвовала в эвакуации крупного рогатого скота. Сначала перегоняли пешим до Пензенской области, в дороге кормили, поили и доили коров. После скот был погружен в вагоны и отправлен в Косихинский район Алтайского края. После такого большого переезда, надои у коров упали, но животноводы не сдавались и ежегодно наращивали производство молока. Если в 1943 года удалось получить только 1470 килограмм молока от каждой коровы в среднем, то в 1949 году надои составили 2850 килограмм, а рекордным оказался год 1953 - 4493 килограмма. Одна из её коров "Левада" в год давала больше 8000 килограмм молока. С каждым годом в группе Бабич производство молока увеличивалось. в 1956 году в этих местах стали культивировать кукурузу как отличный корм для скота, что позволило сохранить высокие показатели. 
Имея самые высокие результаты по надоям молока в Алтайском крае, Евдокия Бабич ежегодно с 1955 по 1957 годы принимала участие в выставке достижений народного хозяйства.       
«За особые заслуги в освоении целинных и залежных земель, успешное проведение уборки  и хлебозагатовок в 1956 году», указом Президиума Верховного Совета СССР от 11 января 1957 года Евдокии Фёдоровне Бабич было присвоено звание Героя Социалистического Труда с вручением ордена Ленина и медали «Серп и Молот».
Продолжала и дальше трудиться в сельском хозяйстве. В 1961 году вышла на пенсию, но работала на разных работах в совхозе. Являлась членом КПСС с 1953 года. Избиралась делегатом XX съезда КПСС.  
Проживала в посёлке Малаховский. Умерла 12 декабря 1992 года.

## Награды
За трудовые успехи была удостоена:
- золотая звезда «Серп и Молот» (11.01.1957);
- два ордена Ленина (11.01.1957);
- Медаль "За трудовую доблесть" (11.10.1949);
- другие медали.